# Pierre Garcia (futbolista)
Pierre Garcia (El Affroun, Argelia francesa; 27 de julio de 1943-13 de febrero de 2023) fue un futbolista y entrenador de fútbol francés nacido en Argelia cuando era colonia francesa y que jugó en la posición de centrocampista.

## Trayectoria profesional
Debutó en la temporada de 1962 en el equipo Stade Briochin donde permaneció hasta la temporada 1965 y posteriormente fue contratado en el Stade Rennes jugando en el medio campo hasta 1972 año en que se retiró.
Ganó la Copa de Francia en la temporada 1971.
En la temporada 1973 inicia su carrera como entrenador del Stade Briochin dirigiendolo por seis años. Ha entrenado a varios equipos de la Primera División y otros de la Segunda división de Francia y 

## Muerte
Pierre García falleció el 13 de febrero de 2023. No se informó la causa de su fallecimiento.

## Carrera

### Jugador
| Periodo   | Club           |
| --------- | -------------- |
| 1962-1965 | Stade Briochin |
| 1965-1972 | Rennes         |

### Entrenador
| Periodo   | Club             |
| --------- | ---------------- |
| 1973–1979 | Stade Briochin   |
| 1979–1982 | Rennes           |
| 1982–1985 | SC Abbeville     |
| 1985–1987 | Stade Quimpérois |
| 1987–1988 | Angers SCO       |
| 1988–1990 | Stade Quimpérois |
| 1990–1991 | FC Rouen         |
| 1991–1994 | Gazélec Ajaccio  |
| 1994–1995 | Brest            |
| 1996–1998 | US Créteil       |

## Logros

### Jugador
- Copa de Francia (1): 1970/71